# CoCo (O.T. Genasis)
CoCo è un singolo del rapper americano O.T. Genasis pubblicato il 27 ottobre 2014 dalla Atlantic Records. Il singolo ha raggiunto la quinta posizione della Hot R&B/Hip-Hop Songs.

## Video musicale
Il video musicale per la canzone è stato pubblicato il 13 ottobre 2014. Il video musicale ha O.T. Genasis e alcuni dei suoi amici che grattano insieme e insaccano del bicarbonato di sodio. È stato pubblicato un altro video con un budget più elevato, soprannominato la TV version, che presenta O.T. Genasis su una barca con un soggetto di cartelli della droga e l'importazione su larga scala di cocaina. Il video musicale presenta un segno (Conglomerate Records) all'inizio. Il video è stato diretto da Busta Rhymes (Conglomerate C.E.O). Presenta anche apparizioni cameo dal regista Busta Rhymes, DJ Khaled, Timbaland, Ice-T e sua moglie, Nicole Coco Austin. La versione TV è stata girata a Miami.